# XVIII edició dels Premis Ariel
La XVIII edició dels Premis Ariel, organitzada per l'Acadèmia Mexicana d'Arts i Ciències Cinematogràfiques (AMACC), es va celebrar el 22 d'abril de 1976 a Ciutat de Mèxic per celebrar el millor del cinema durant l'any anterior.
Durant la cerimònia, l’AMACC va lliurar el premi Ariel a 13 categories en honor de les pel·lícules estrenades el 1974. Actas de Marusia va ser la més nominada amb 12 nominacions de les que en va guanyar 9, entre elles les de Millor pel·lícula i Millor direcció. Actas de Marusia fou seleccionada per representar Mèxic en l'Oscar a la millor pel·lícula de parla no anglesa, en la que va rebre la nominació però finalment va perdre davant Dersu Uzala de la Unió Soviètica.

## Premis i nominacions
Nota: Els guanyadors estan llistats primer i destacats en negreta. ⭐
| Millor pel·lícula - Actas de Marusia – CONACINE ⭐ - Canoa – STPC - De todos modos Juan te llamas – Centro Universitario de Estudios Cinematográficos                                                               | Millor direcció - Miguel Littín – Actas de Marusia ⭐ - Felipe Cazals – Canoa - Marcela Fernández Violante – De todos modos Juan te llamas                                                    |
| Millor actor - Jorge Russek – De todos modos Juan te llamas ⭐ - Juan Ferrara – De todos modos Juan te llamas - Enrique Lucero – Canoa com el sacerdot                                                              | Millor actriu - Rocío Brambila – De todos modos Juan te llamas ⭐ - Patricia Aspillaga – De todos modos Juan te llamas - Diana Bracho – Actas de Marusia com Luisa                            |
| Millor coactuació masculina - Ernesto Gómez Cruz – Actas de Marusia com Crisculo "Medio Juan" ⭐ - Eduardo Lómez Rojas – Actas de Marusia com Domingo Soto - Claudio Obregón – Actas de Marusia com Capità Troncoso | Millor coactuació femenina - Patricia Reyes Spíndola – Actas de Marusia com Rosa ⭐ - Graciela Doring – Coronación com Lourdes - Silvia Mariscal – Actas de Marusia com Margarita             |
| Millor argument original - Canoa – Tomás Pérez Turrent ⭐ - De todos modos Juan te llamas – Marcela Fernández Violante, Adrián Palomeque, i Mitl Valdez Salazar - El hombre del puente – Julio Alejandro            | Millor guió adaptat - Actas de Marusia – Miguel Littín ⭐ - Canoa – Tomás Pérez Turrent - De todos modos Juan te llamas – Marcela Fernández Violante, Adrián Palomeque, i Mitl Valdez Salazar |
| Millor fotografia - Actas de Marusia – Jorge Stahl, Jr. ⭐ - Canoa – Alex Phillips, Jr. - Coronación – Gabriel Figueroa                                                                                             | Millor edició - Actas de Marusia – Alberto Valenzuela i Ramón Aupart ⭐ - De todos modos Juan te llamas – Marcelino Aupart - Supervivientes de los Andes – Alfredo Rosas Priego               |
| Millor escenografia - Coronación – Julio Alejandro ⭐ - Actas de Marusia – Raúl Serrano - De todos modos Juan te llamas – Marcela Fernández Violante                                                                | Millor banda sonora - Más negro que la noche – Raúl Lavista ⭐ - De todos modos Juan te llamas – Milly Bermejo - El hombre del puente – Gustavo César Carrión                                 |
| Millor curtmetratge documental - Tiempo de Correr – Arturo Ripstein ⭐ - IV Maratón Náutico del Río Balsas – Demetrio Bilbatúa Rodríguez - Todos Son Mexicanos – Alberto Bojórquez i Óscar Menéndez                 | |

## Múltiples nominacions i premis
Les següents cinc pel·lícules reberen més d’una nominació:
| Nominacions | Premis                        |
| ----------- | ----------------------------- |
| 12          | Actas de Marusia              |
| 10          | De todos modos Juan te llamas |
| 6           | Canoa                         |
| 3           | Coronación                    |
| 2           | El Hombre del Puente          |

Pel·lícula que han rebut diversos premis:
| Premi | Pel·lícula                    |
| ----- | ----------------------------- |
| 9     | Actas de Marusia              |
| 2     | De todos modos Juan te llamas |